# La cruel Martina
La cruel Martina es un largometraje en vídeo realizado por Juan Miranda en el año 1989 sobre el cuento homónimo escrito por Augusto Guzmán Martínez.
La historia narra la vida de una muchacha, Martina, que vive en el área rural del departamento de Cochabamba, en la población de Totora,  Bolivia, siendo educada de forma rigurosa por su familia se dedicó a las tareas de su hogar, hasta que llegan al pueblo personas de la ciudad quienes la violan, de ahí en adelante el deseo de venganza, problemas de la época al tener un hijo bastardo eran temas conocidos por todos, la película finaliza cuando la mujer, Martina les da de comer a sus violadores un riquísimo chicharrón, (plato típico de la región de Cochabamba) y ellos halagan el servicio, pero la mujer les anuncia que se han comido al hijo fruto de la violación.
El cuento y la película homónima están basados en una historia popular de Totora, población donde existe inclusive una placa en la casa que habría pertenecido a Martina.